# Ізмаїльський Олександр Олексійович
Ізмаї́льський Олекса́ндр Олексі́йович (нар. 22 лютого (6 березня) 1851 (можливо 1 березня) 1851 Петровський повіт Саратовської губернії, Російська імперія — 19 жовтня (1 листопада) 1914) — український вчений, агроном.

## Біографія
Народився у Петровському повіті Саратовської губернії у сім'ї небагатого дворянина — службовця.
Навчатися почав у реальному училищі повітового міста Петровськ Саратовської губернії. Звідти був переведений до Москви, де продовжив навчання у Землеробській школі.
По закінченні школи 1870 року вступив до Петровської землеробської і лісової академії (Москва). Успішно закінчив її 1875 року «з правом отримати ступінь кандидата сільського господарства за умови представлення гімназичного чи рівного йому атестата та задовільно написаної розвідки». Розвідку написав, але атестата надати не зміг.
У Москві часто бував у свого дядька, професора Московського університету С. А. Усова, де зустрічався з відомими вченими та з найкращими артистами Москви того часу.
Після закінчення академії влітку 1875 взяв участь у гастролях Малого театру по Волзі. По закінченню гастролей отримав запрошення увійти у трупу театру.
Після закінчення академії займає там посаду позаштатного асистента на кафедрі зоології і порівняльної анатомії, що її очолював професор К. Е. Ліндеман. Пише свою першу наукову роботу «Найголовніші представники комах з околиць Москви» .
1879 року їде до Херсона, де займає посаду викладача Херсонського земського сільськогосподарського училища, яке на той час очолював М. В. Неручев, що був головним редактором часопису «Русское сельское хозяйство» і одночасно редагував щотижневу газету «Русская летопись». О. Ізмаїльський завідував навчальною фермою училища, де розпочав свою наукову і практичну діяльність у галузі агрономії. Пише свої перші ґрунтознавчі статті: «Вплив глибокого обробітку ґрунту на розвиток озимини»  (загальноросійська «Земледельческая газета», № 8 за 1881) та «Вологість ґрунту у зв'язку з культурним його станом»  (журнал «Сельское хозяйство и лесоводство», СПб, 1882).
1883 року, внаслідок конфлікту з керівництвом земства, весь склад педагогів училища йде у відставку.
Від 1883 до 1896 року О. О. Ізмаїльський працює керуючим великим (9 000 десятин) маєтком князя В. С. Кочубея у Полтавському повіті, поблизу Диканьки, що звався Піщано-Балясним. Жив він на хуторі Дячкове. При наймі на роботу домовився про право проводити наукові досліди.
Результатом наукової діяльності стали дві книжки: «Як висох наш степ» (рос. Как высохла наша степь) (Полтава, 1893), як реакція ученого на посуху 1891–1892 років, та «Вологість ґрунту та ґрунтова вода у зв'язку з рельєфом місцевості і культурним станом поверхні ґрунту»(рос. Влажность почвы и грунтовая вода в связи с рельефом местности и культурным состоянием поверхности почвы) (Полтава, 1894). Ці книги були відзначені престижною Макаріївською премією Імператорської Санкт-Петербурзької Академії Наук, золотими медалями Московського і Полтавського сільськогосподарських товариств та почесним дипломом Нижньогородського ярмарку.
1883 року стає членом Полтавського сільськогосподарського товариства, а через 12 років — його віце-президентом.
Під час ґрунтово-геологічного вивчення Полтавської губернії (1886–1889) В. В. Докучаєв навідується до О. Ізмаїльського і між ними започатковуються дружні відносини і починається творча співпраця. В. В. Докучаєв пізніше не раз у своїх роботах посилався на дослідження О. Ізмаїльського. У січні 1894 року Докучаєв запрошує Ізмаїльського до складу керівництва Особливої експедиції Департаменту лісового господарства для ведення робіт у Воронізькій губернії. Внаслідок загострення хвороби О. Ізмаїльський змушений був відмовитись.
Від 1892 року під його керівництвом були розпочаті роботи по впорядкуванню агроландшафту — створенню лісосмуг і залісненню вершин ярів у маєтку князя Кочубея поблизу с. Дячкове (нині Диканського району Полтавської області України). Висаджена під керівництвом О. Ізмаїльського лісосмуга існує донині, носить його ім'я і має статус ботанічної пам'ятки природи.
Петровська академія пропонувала О. Ізмаїльському, як відомому ученому, кафедру, але влада не допустила цього.
З 1901 року він стає керуючим справами Великого князя Михайла Олександровича, а через десять років призначається головним ревізором усіх маєтків великого князя. З 1902 року він також головнокеруючий маєтками графа О. О. Мордвінова (молодшого).